# 武城村段氏节孝坊
武城村段氏节孝坊，位于山西省运城市稷山县稷峰镇武城村东北，为武城村的地理标志，毗邻武城村石碑楼。
段氏节孝坊建于清道光七年（1827年）三月，旌表段积玉之妻赵氏守寡五十六年，培养儿孙成人，至八十二岁去世，其曾孙段秀锐、段秀章等致富以后，为其请旨立坊。
牌坊为青石质仿木结构，高4.5米，石雕仿木结构，重檐歇山顶，椽、瓦、脊饰皆采用精美的浮雕。刻有“旌表儒士段积玉之妻赵氏坊”字样。石柱楹联为“凤诰龙章异宠常昭彤管笔，松筠柏节芳型允协紫泥封”、“峻骨寒风坚心介石，蟠龙承绶彩凤銜章”、“四德本天成砥柱閫流完素节，五花钦帝锡旌扬闺范树芳徽”、“绶彩飞云纶光炳日，机声永夜髽影凌秋”、“糺缦天章呈五色，辉煌坊表耀通衢”。
牌坊上部原有“节孝坊”石雕匾额，面北为汉文，面南为满文，已被盗，上部的歇山顶也同时遭破坏，牌坊损毁严重。。
2006年8月18日，武城村石牌坊公布为稷山县文物保护单位。